# Vatu
Il Vatu (ISO 4217: VUV) è la valuta di Vanuatu. Essa fu introdotta dopo l'indipendenza nel 1981 per rimpiazzare il franco delle Nuove Ebridi alla pari e pose anche fine alla circolazione del dollaro australiano a Vanuatu.
Il vatu non ha frazioni. Il valore del vatu fluttua ma si ritiene che sia fissato ad un paniere di valute.

## Monete
Nel 1983 sono state introdotte le monete da 1, 2, 5, 10, 20 e 50 vatu, seguite da quella da 100 vatu nel 1988.
| Valore   | Composizione  | Diametro |
| -------- | ------------- | -------- |
| 1 vatu   | Nickel-ottone | 16 mm    |
| 2 vatu   | Nickel-ottone | 19 mm    |
| 5 vatu   | Nickel-ottone | 23 mm    |
| 10 vatu  | Cupronichel   | 24 mm    |
| 20 vatu  | Cupronichel   | 28 mm    |
| 50 vatu  | Cupronichel   | 33 mm    |
| 100 vatu | Nickel-ottone | 23 mm    |

## Banconote
Nel 1982 furono introdotte banconote dalla Central bank of Vanuatu con i tagli da 100, 500 e 1000 vatu. La banconota da 5000 vatu seguì nel 1989. Nel 1988 la banconota da 100 vatu è stata ritirata e sostituita con la moneta. Nel 1993 l'emissione della carta moneta passò alla Reserve Bank of Vanuatu che introdusse le banconote da 500 and 1000 vatu. La banconota da 200 vatu è stata introdotta nel 1995.
Le banconote attualmente in circolazione sono: 
- 100 vatu
- 200 vatu
- 500 vatu
- 1000 vatu
- 5000 vatu.